# Croix de Gero
La Croix de Gero de la cathédrale de Cologne est le plus ancien des crucifix de grandes dimensions conservé en Europe au nord des Alpes. Réalisé à la fin du Xe siècle, sous la dynastie ottonienne, il est connu comme l’une des premières sculptures monumentales du Moyen Âge.
En 1976, la croix fut soumise à une datation par dendrochronologie. Les résultats montrèrent que le chêne qui avait servi à faire la croix avait probablement été abattu peu après 965.
Le pasteur Wilhelm Jordan entreprit des recherches sur l’histoire de cette croix, en se référant aux Chroniques de Thietmar de Merseburg, écrites par un contemporain de Gero entre 1012 et 1018. 